# Ignace-Michel-Louis-Antoine d’Irumberry de Salaberry

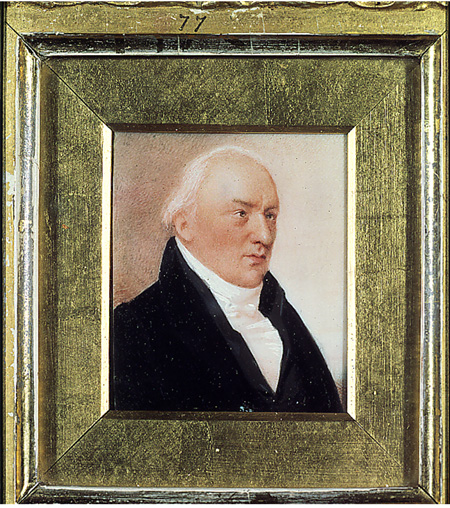
Louis-Antoine de Salaberry, obraz autorstwa Ansona Dickinsona

Ignace-Michel-Louis-Antoine d’Irumberry de Salaberry (ur. 4 lipca 1752, zm. 22 marca 1828) – syn Michela de Salaberry’ego, pierwszy członek rodziny, który zdołał na stałe osadzić się w Kanadzie. Pozostał tam, gdy jego rodzice zdecydowali się powrócić do Francji i jako dorosły został członkiem szlachty Dolnej Kanady. Był ojcem Charles’a de Salaberry’ego.
Salaberry zawarł przyjaźń z Edwardem Augustem Hanowerskim, synem Jerzego III Hanowerskiego, która przyniosła zarówno jemu jak i jego rodzinie znaczne korzyści.
W 1792 roku wziął udział w pierwszych wyborach do Zgromadzenia Ustawodawczego Dolnej Kanady i wygrał je w dwóch okręgach. Zdecydował się reprezentować dystrykt Dorchester, w którym drugim zwycięskim kandydatem był Gabriel-Elzéar Tascherea.
Jego pozycja i królewski patronaż dały mu wiele możliwości rozwoju, włączając nominację do Rady Ustawodawczej Dolnej Kanady w 1817 roku.